# Incontro della Cancelleria del Reich del 12 dicembre 1941
L'incontro della Cancelleria del Reich del 12 dicembre 1941 fu l'incontro tra Adolf Hitler e i più alti funzionari del partito nazista. Quasi tutti i leader più importanti del partito furono presenti all'incontro per ascoltare Hitler dichiarare la distruzione della razza ebraica, cosa che culminò nell'Olocausto. L'incontro è meno noto della successiva Conferenza di Wannsee.

## Contesto storico
L'annuncio che Hitler fece il 12 dicembre ai Reichsleiter e ai Gauleiter si riferisce a una precedente dichiarazione rilasciata il 30 gennaio 1939:
Con l'ingresso degli Stati Uniti nella seconda guerra mondiale il 7 dicembre 1941, e la successiva dichiarazione di guerra agli Stati Uniti da parte della Germania nazista l'11 dicembre, la guerra diventò effettivamente a carattere mondiale. Hitler annunciò questa dichiarazione di guerra l'11 dicembre nel Reichstag tedesco, un discorso trasmesso anche alla radio. Il 12 dicembre 1941 ebbe un incontro con i più importanti leader nazisti.

## L'incontro
Nel pomeriggio del 12 dicembre, Hitler ordinò ai membri di spicco del partito nazista di incontrarsi nelle sue stanze private presso la Cancelleria del Reich. Dato che l'incontro si svolse in privato, non esiste alcuna registrazione ufficiale: esistono però le annotazioni nei diari di Joseph Goebbels e Hans Frank. Nel suo diario Goebbels annotò:
A parte il fatto che la guerra da europea si era trasformata in mondiale, un altro motivo di questo cambiamento fu il fatto che l'ingresso degli Stati Uniti in guerra, per Hitler, significava che la popolazione ebraica aveva perso il suo valore di ostaggio che dissuadeva gli Stati Uniti dal diventare un membro attivo della coalizione alleata, e fu finalmente libero di agire secondo i suoi piani a lungo termine.
La presenza di Hitler alla riunione della Cancelleria dimostra la falsità delle affermazioni secondo cui ignorava l'Olocausto e che era stato compiuto da subordinati a sua insaputa.
Questo incontro segnò una svolta nell'atteggiamento del regime nazista nei confronti del popolo ebraico. Faceva parte di un passaggio da propaganda, intimidazione e attacchi allo sterminio totale e pianificato. Quest'ultimo passo era già stato compiuto in alcune regioni dell'Europa orientale già nell'agosto 1941. La più nota Conferenza di Wannsee del gennaio 1942 segnò il passo successivo nei piani dei nazisti per sterminare gli ebrei.

### I presenti
La partecipazione a questo incontro fu obbligatoria per i funzionari nazisti nelle alte cariche del partito. Non esiste un elenco ufficiale delle persone che hanno partecipato a questo incontro, ma si sa che i seguenti leader della Germania nazista, su circa 50 presenti, erano presenti:
- Adolf Hitler
- Heinrich Himmler
- Joseph Goebbels
- Martin Bormann
- Hans Frank
- Philipp Bouhler

Inoltre, Christian Gerlach scrive che è "praticamente certa" la presenza di Alfred Rosenberg, dei Gauleiter Arthur Greiser, Fritz Bracht e Fritz Sauckel, dei Reichskommissar Hinrich Lohse, Erich Koch e Alfred Mayer. È invece nota l'assenza di Hermann Göring e probabilmente di Reinhard Heydrich.

### Approfondimenti
- Richard L. Rubenstein e John K. Roth, Approaches to Auschwitz: The Holocaust and Its Legacy, Westminster, John Knox Press, 2003.